# Parafia św. Andrzeja Apostoła w Rożnowicach
Parafia św. Andrzeja Apostoła w Rożnowicach – parafia rzymskokatolicka  znajdująca się w diecezji rzeszowskiej w dekanacie Biecz, erygowana w II połowie XIV wieku, a przed 1391. W parafii zamieszkuje ok. 3 tys. wiernych. Obejmuje swym zasięgiem miejscowości: Rożnowice, Racławice, Bugaj i Sitnicę.
Parafia pod względem administracji kościelnej należała do czterech diecezji:
- Od początku do roku 1786, diecezja krakowska,
- w latach 1786–1805, diecezja tarnowska,
- od roku 1805–1925, diecezja przemyska,
- w latach 1925–1992, diecezja tarnowska,
- od 25 marca 1992 roku do dziś, diecezja rzeszowska[1].

## Proboszczowie
Do wybitnych kaznodziei bieckich i proboszczów w Rożnowicach oprócz ks. Piotra Zielonackiego, oficjała bieckiego, który sprowadził OO. Reformatów do Biecza, zaliczyć można:
- ks. Seweryn Żywiecki (1637–1647), założyciel bractwa Świętej Anny,
- ks. Jan Komoniecki (1684–1695), odnowiciel tego bractwa,
- ks. Paweł Gołkowski (1756–1774), budowniczy drewnianego kościoła św. Andrzeja,
- ks. dr. Józef Wiśniowski (1774–1800), ostatni kaznodzieja biecki,
- ks. Tadeusz Chaliński (1803–1883), odnowiciel życia religijnego w parafii, fundator wielu figur przydrożnych w Rożnowicach[1]
- ks. Łukasz Forystek (1909–1967), wybitny proboszcz, który przepracował w parafii aż 62 lata,
- ks. prał. Tadeusz Rączkowski (1967–1997),
- ks. prał. Stanisław Pałka (od 1997)

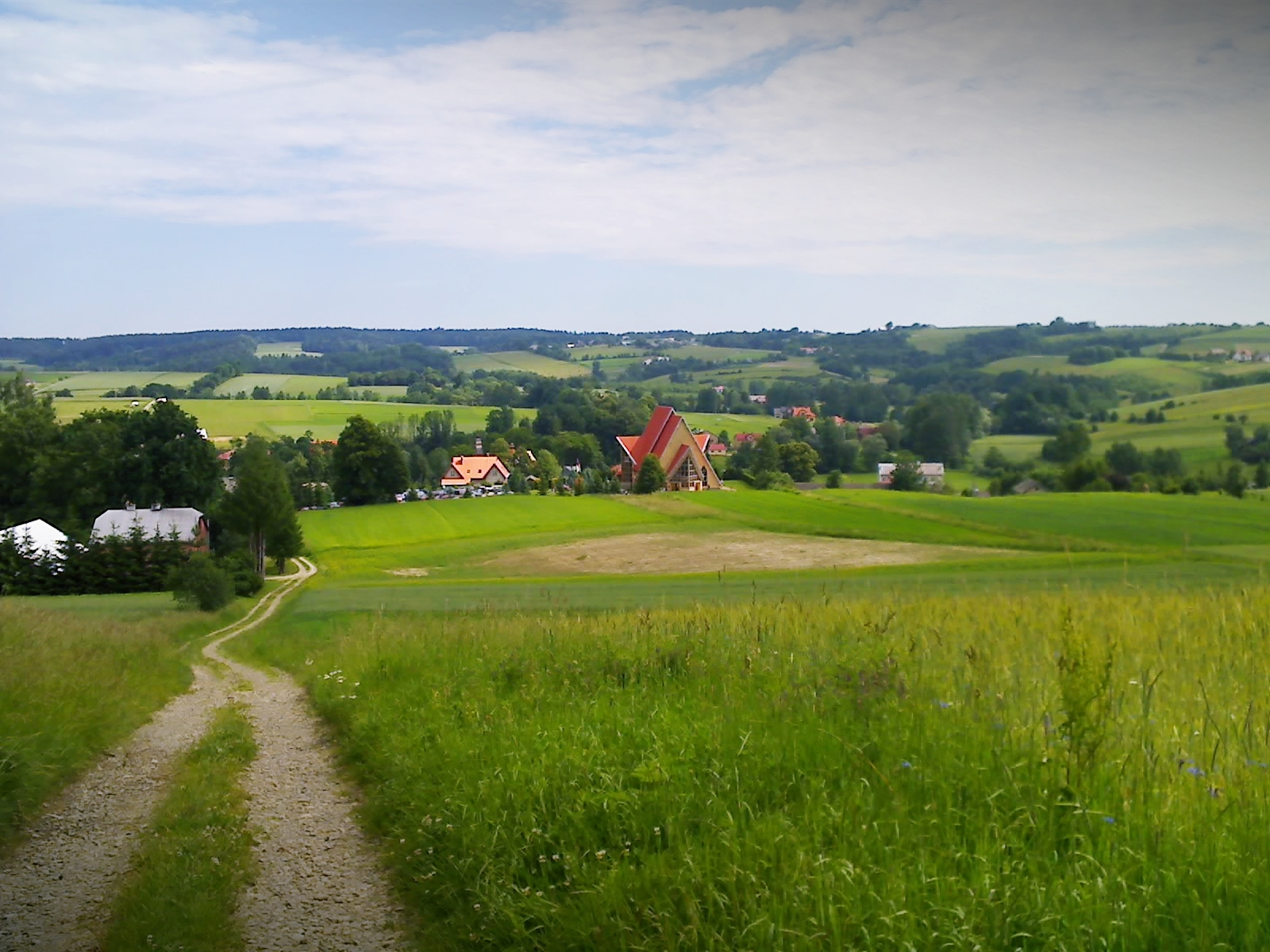
Widok na kościół parafialny

## Odpusty
- 26 lipca, św. Anny, Rożnowice,
- 14 sierpnia, Maksymiliana Marii Kolbego, Sitnica,
- 30 listopada, św. Andrzeja Apostoła, Rożnowice.

## Kościoły
Na terenie parafii znajdują się trzy kościoły:
- kościół parafialny pw. Matki Boskiej Fatimskiej z lat 1993–1997, poświęcony w 1997 przez biskupa diecezjalnego rzeszowskiego bpa Kazimierza Górnego,
- drewniany, zabytkowy kościół św. Andrzeja Apostoła i Św. Anny 1756 roku, wzniesiony w tradycji barokowej i konsekrowany w 1850 przez bp Franciszka Wierchleyskiego, zniszczony w wyniku pożaru z 4 sierpnia 1992 i odbudowany po 2010.
- kościół filialny pw. św. Maksymiliana Kolbego w Sitnicy – wybudowany w latach 80. XX wieku.

Świątynie na terenie parafii
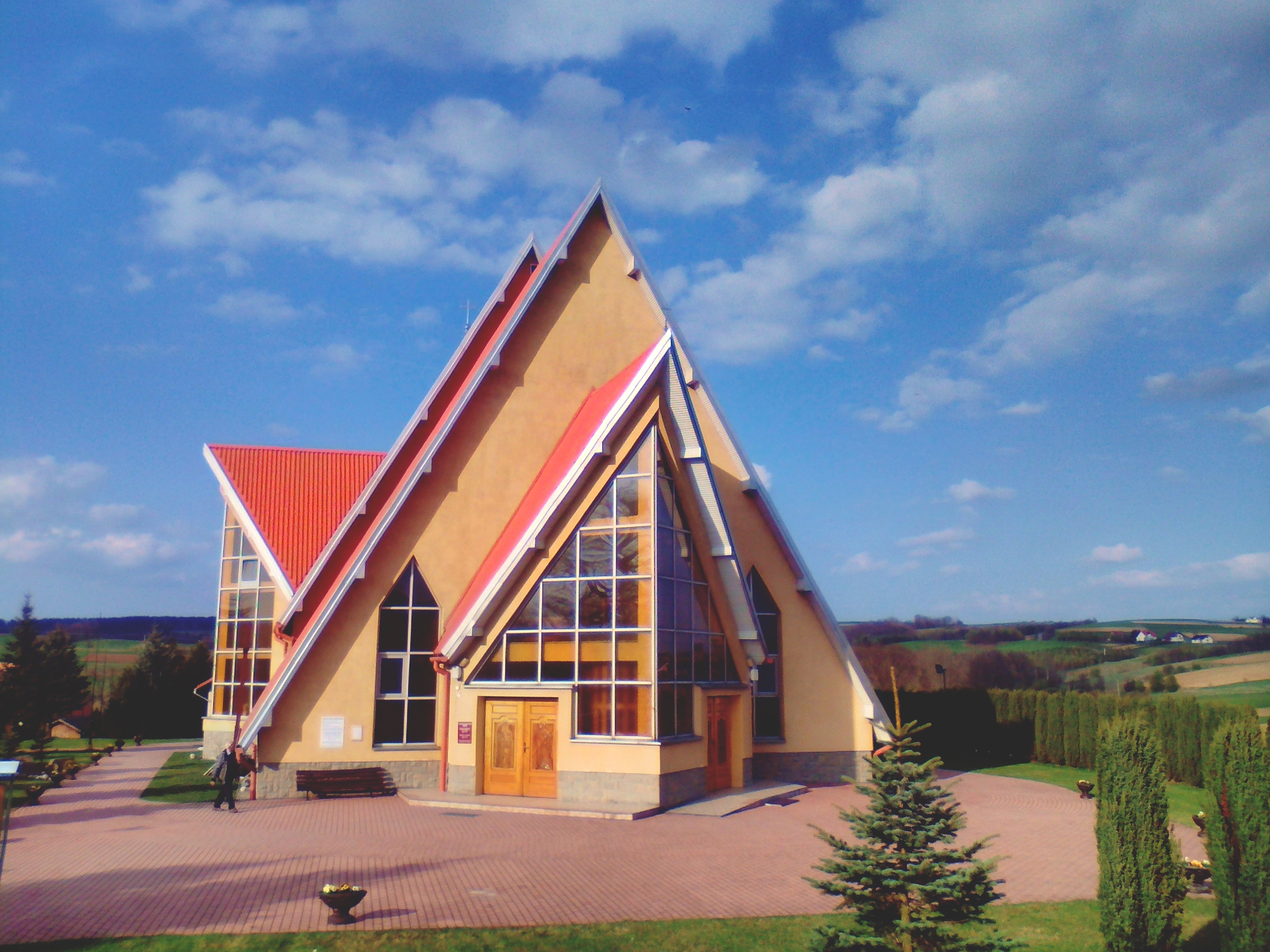
Kościół parafialny
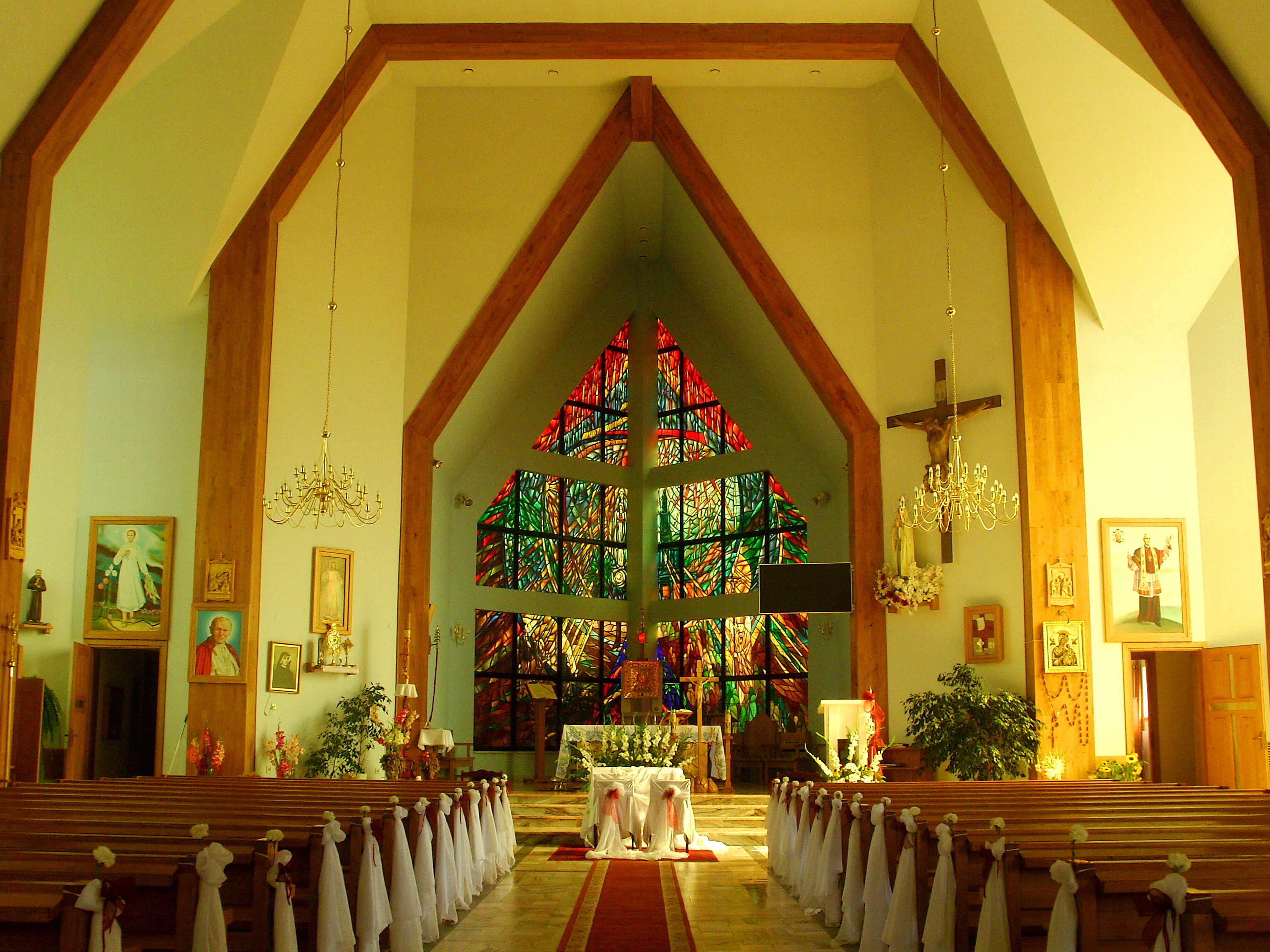
Wnętrze kościoła parafialnego
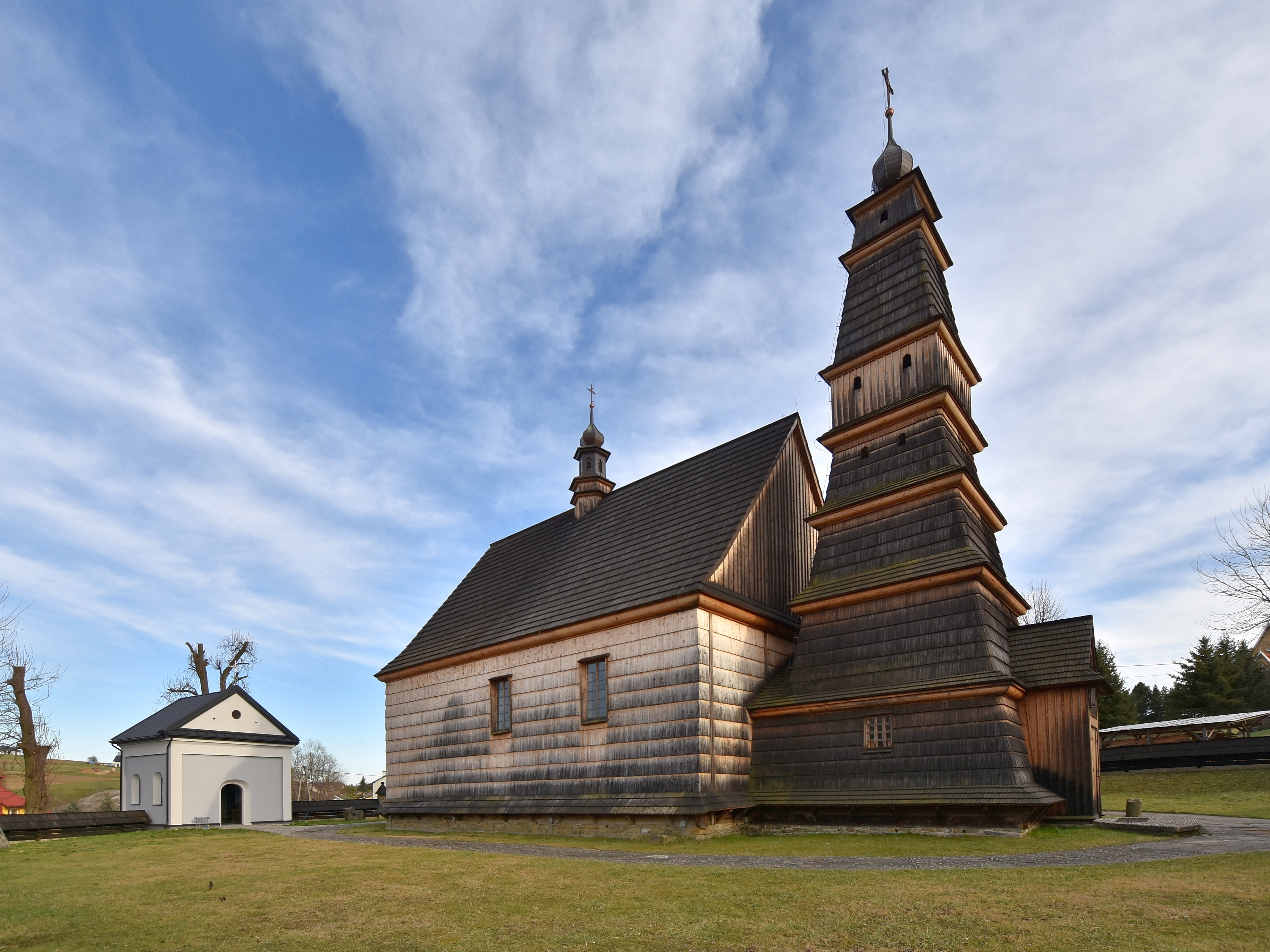
Zabytkowy kościół św. Andrzeja
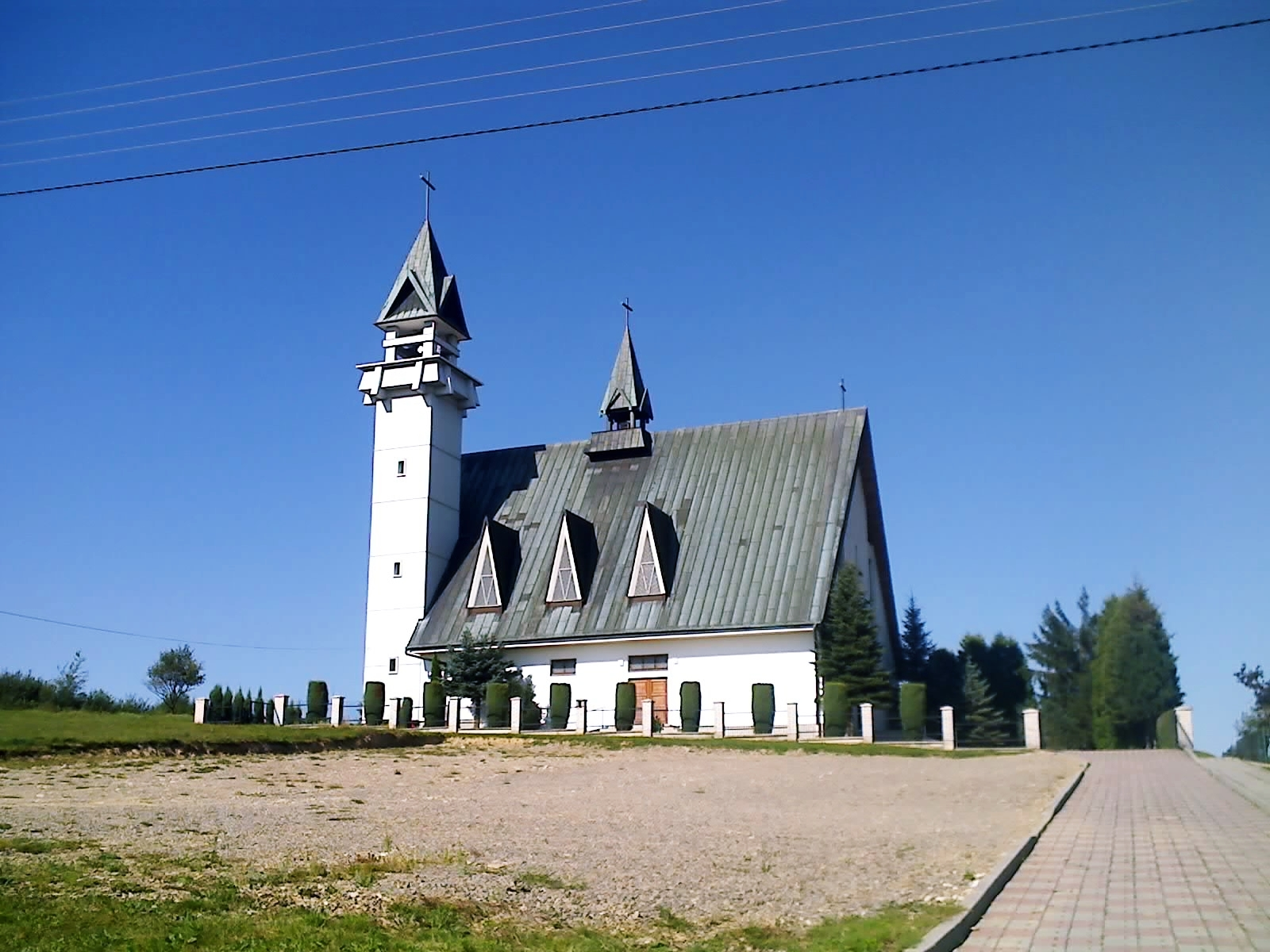
Kościół filialny św. Maksymiliana Marii Kolbego w Sitnicy